# Panellet

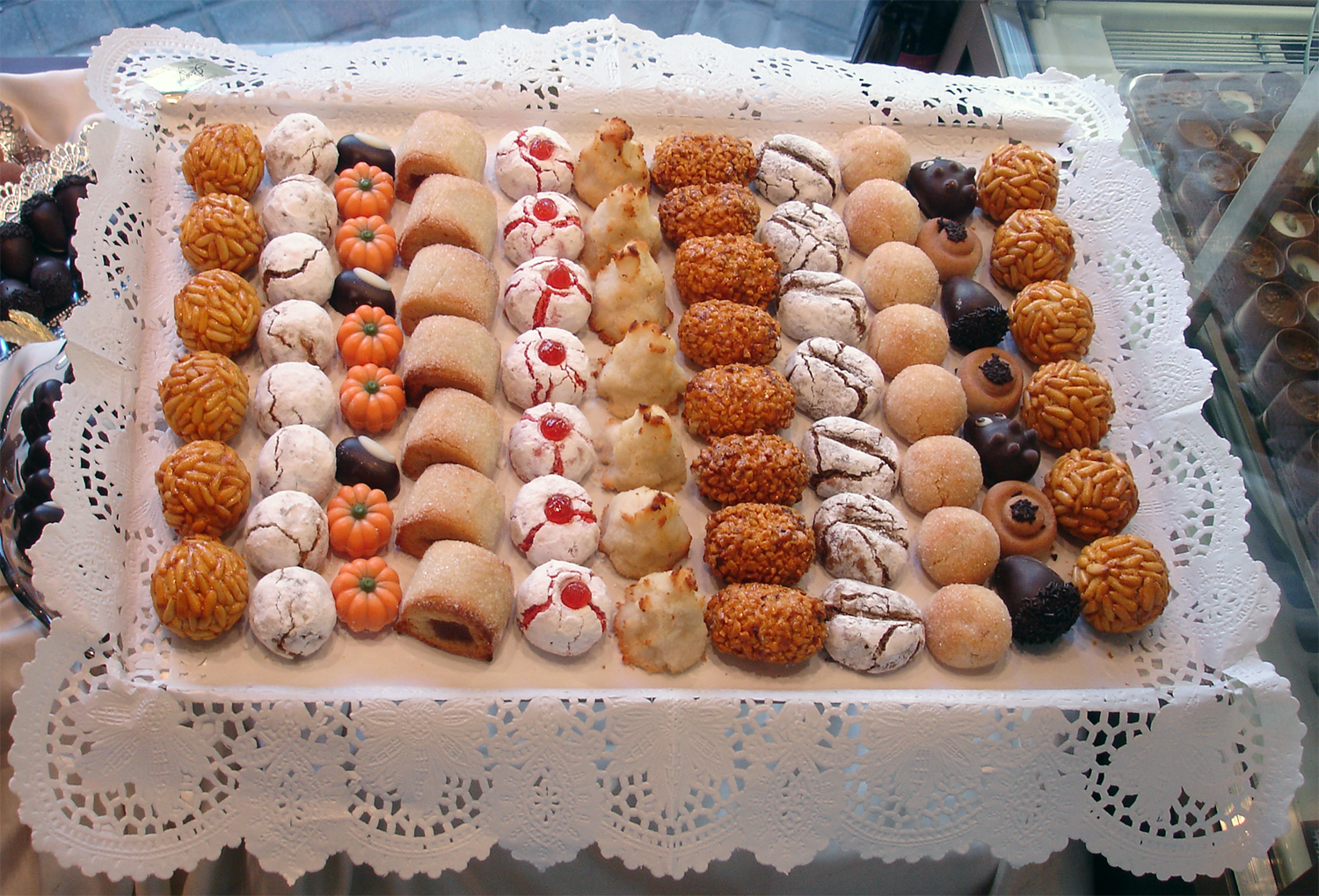
Surtido de panellets.

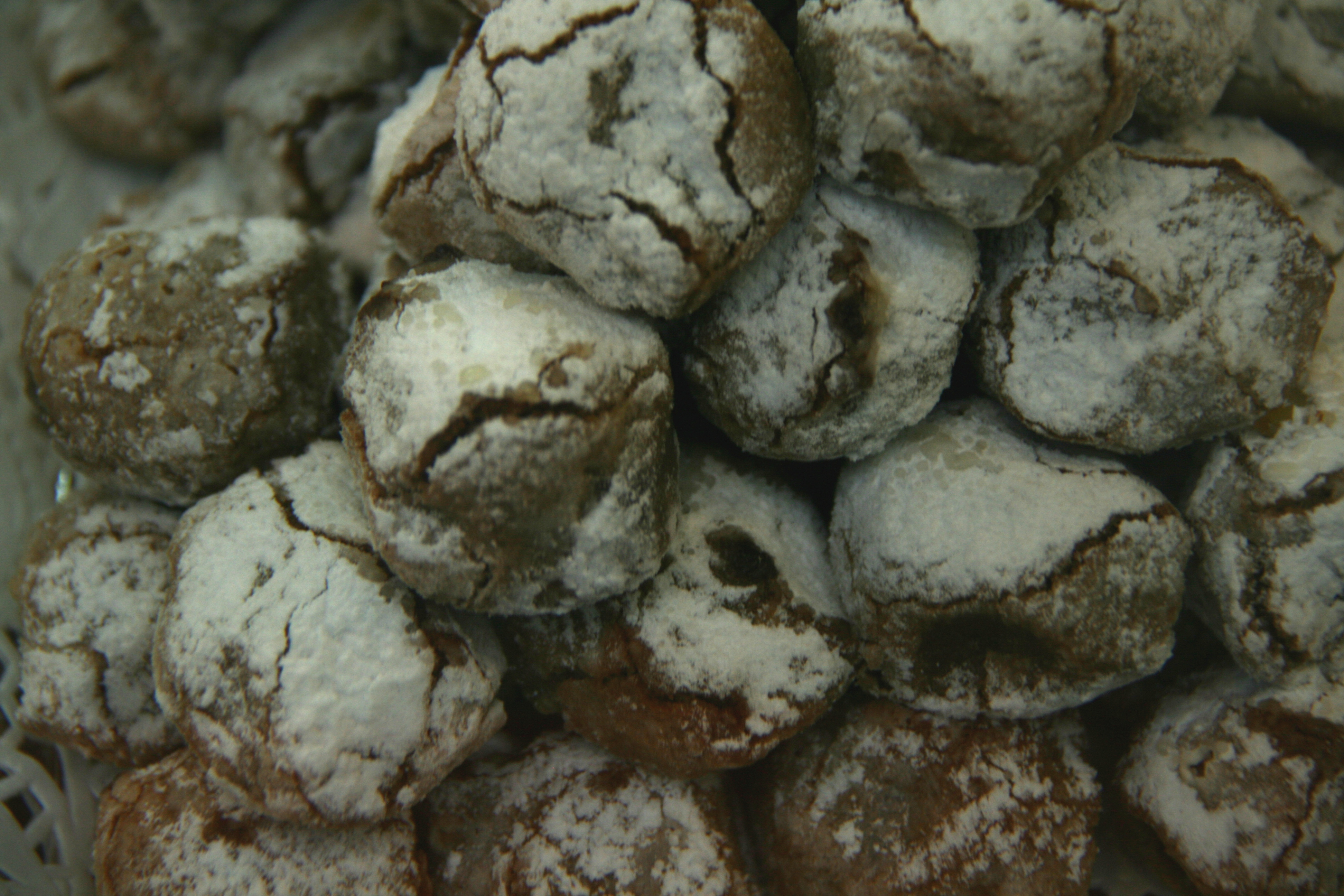
Panellets de café.

Los panellets o empiñonados son un dulce tradicional de Cataluña, Andorra, Aragón, Comunidad Valenciana e Islas Baleares, preparado para consumirlo el día 1 de noviembre, festividad de Todos los Santos, también conocida como castañada en Cataluña, Baleares y Aragón.
Los panellets, tal como se preparan actualmente datan del siglo XVIII, cuando se usaban como comida bendecida para compartir después de las celebraciones religiosas: panellets de San Marcos y panellets de la Santa Cruz. 
Es un alimento rico en calorías, igual que las castañas y los boniatos, y otros postres tradicionalmente consumidos durante el Día de Todos los Santos y el Día de Difuntos —1 y 2 de noviembre respectivamente—, en los que gran parte de la población guardaba vigilia.
Actualmente los panellets se han convertido en un producto de consumo, aunque no han perdido su carácter puntual. Se pueden encontrar panellets con añadidos de ingredientes no tradicionales, como chocolate, naranja, pistachos y otros.

## Características

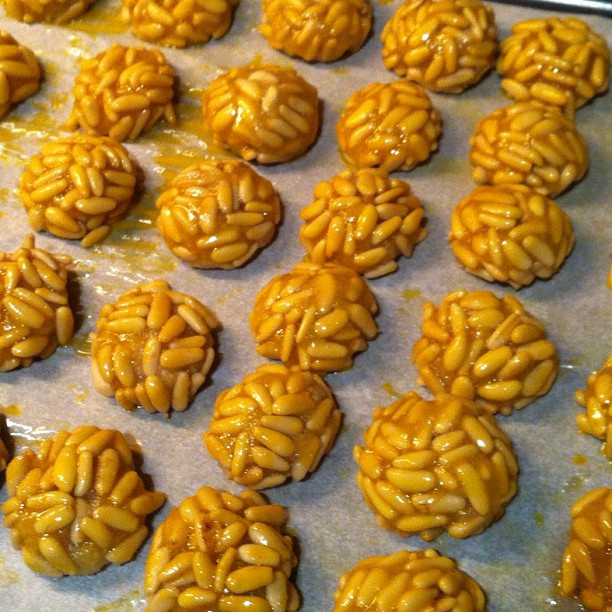
Panellets en su elaboración.

Se elaboran con una masa dulce hecha con azúcar, almendra cruda molida, huevo y ralladura de limón, para que tenga una textura más esponjosa. Por el exterior se recubren con clara de huevo, que hace de adherente para colocar una capa de piñones. El conjunto se hornea y se deja enfriar. Actualmente existe una amplia gama de panellets: de coco, chocolate, café, etcétera.
Los panellets se inscriben en el sistema de calidad diferenciada de la Unión Europea como una ETG (Especialidad Tradicional Garantizada). En España únicamente cuatro productos se acogen a esta mención de calidad: además de los panellets, el jamón serrano, la leche de granja certificada y la torta de aceite de Castilleja de la Cuesta.